# Amt Niederbronn

Wappen der Landgrafschaft Hessen-Darmstadt

Das Amt Niederbronn, auch: Amt Reichshofen, war ein Amt der Landgrafschaft Hessen-Darmstadt.

## Geschichte
Nach dem Tod des letzten Hanauer Grafen, Johann Reinhard III., fiel 1736 die Grafschaft Hanau-Lichtenberg an den Sohn seiner einzigen Tochter, Charlotte, Landgraf Ludwig (IX.) von Hessen-Darmstadt. Das Amt wurde zu einem späteren Zeitpunkt durch die Ausgliederung von Ortschaften aus anderen Ämtern der ehemaligen Grafschaft Hanau-Lichtenberg und weiteren Dörfern gebildet.
Schon zuvor war durch die Reunionspolitik Frankreichs seit König Ludwig XIV. das Gebiet unter französische Oberhoheit gekommen. Mit dem durch die Französische Revolution begonnenen Umbruch wurde das Amt Bestandteil Frankreichs und in den folgenden Verwaltungsreformen aufgelöst.

## Bestandteile

### Zugehörige Orte
| Ort                            | Herkunft         | Recht | Anmerkung                   |
| ------------------------------ | ---------------- | --- | --------------------------- |
| Burg Altwindstein              |                  | Reichslehen, 1/3 zu Hessen-Darmstadt, 2/3 zu Dürckheim                                                                                      |                             |
| Eberbach                       | Amt Wörth        | | später wieder zum Amt Wörth |
| Griesbach bei Gundershofen     |                  | 1/3 zur Landgrafschaft, 2/3 zu Leiningen |                             |
| Nieder-Gumbrechtshofen         | Amt Pfaffenhofen | ½ zur Landgrafschaft, ½ zu Leiningen |                             |
| Gundershoffen (Gundershofen)   |                  | Kondominat mit Leiningen |                             |
| Niederbronn (Schloss und Dorf) |                  | Seit 1712 leiningisch: Zunächst der Grafschaft Hanau-Lichtenberg, dann der Landgrafschaft standen dort nur noch einzelne Berechtigungen zu. |                             |
| Reichshoffen (Reichshofen)     |                  | |                             |
| Uttenhofen                     |                  | Leiningisch |                             |

### Sonstige Bestandteile
- Hof Niedereck, Wüstung, Kondominat mit Leiningen.
- Scheuerlenhof, leiningisch